# Daniel Mojon

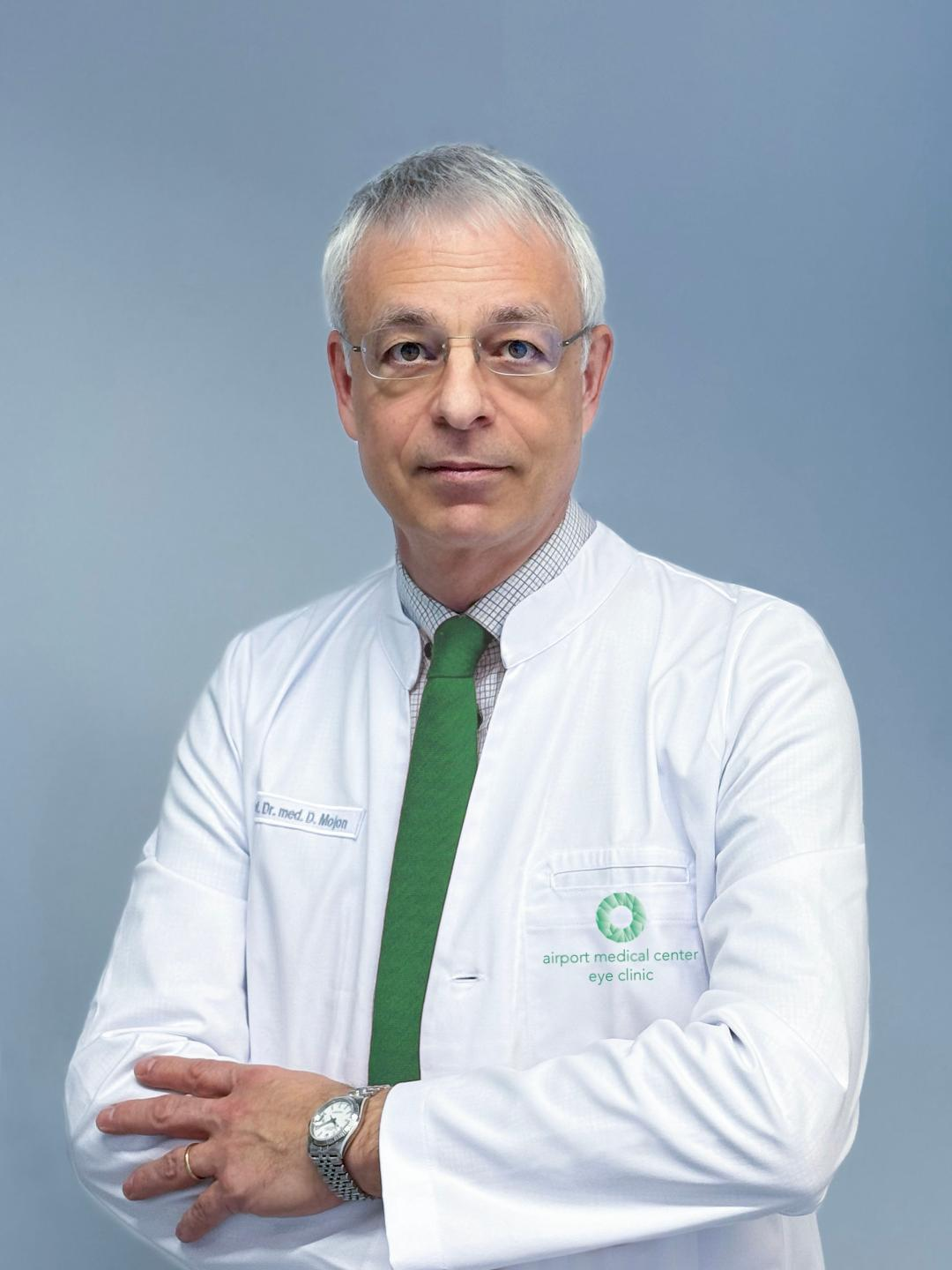
Daniel Mojon

Daniel Stéphane Mojon (Berna, Suiça, 29 de julho de 1963) é um oftalmologista suíço. É considerado o inventor da cirurgia minimamente invasiva do estrabismo (MISS, na sigla em inglês).

## Carreira
Daniel Mojon, filho do historiador de arte Luc Mojon, estudou medicina e cirurgia na Universidade de Berna e na Universidade Columbia em Nova Iorque, nos EUA. Ocupou cargos superiores na Clínica Oftalmológica Universitária de Berna e no Serviço de Oftalmologia do Hospital Cantonal de St. Gallen. Foi Diretor do Departamento de Estrabologia e Neuroftalmologia no Hospital Universitário de Berna (Inselspital), bem como Diretor do Serviço de Ambulatório de Glaucoma. No Serviço de Oftalmologia do Hospital Cantonal de St. Gallen, dirigiu os laboratórios de Oculomotricidade Experimental. Foi-lhe atribuído o título académico de agregado em 2000 na Clínica Oftalmológica Universitária de Berna. Desde então, leciona na Universidade de Berna, onde se tornou professor honorário em 2007; Daniel Mojon também trabalha como consultor na Clínica Oftalmológica da Universidade Johannes Kepler em Linz. Em 2012, demitiu-se do seu cargo no Hospital Cantonal de St. Gallen para se dedicar à investigação e à prática privada. Daniel Mojon é casado com a economista da saúde Stefania Mojon-Azzi.

## Atividade científica
Os aspetos psicossociais da estrabologia estão no centro da sua investigação científica. Daniel Mojon demonstrou em vários estudos em que medida os pacientes que padecem de estrabismo sofrem discriminação  e estigmatização no dia-a-dia. Daniel Mojon também desenvolveu uma técnica cirúrgica minimamente invasiva para o tratamento do estrabismo (MISS), na qual, ao invés dos procedimentos convencionais de Harms ou da incisão do fórnice conjuntival de Parks, a conjuntiva só é aberta por incisões diminutas, da ordem dos 2-3 milímetros no máximo. Dez anos após a sua introdução, a segurança deste método e a reabilitação mais rápida após a cirurgia são amplamente reconhecidas; esta técnica é, no entanto, para o cirurgião mais difícil de aprender e praticar do que a cirurgia convencional de correção do estrabismo, que envolve incisões geralmente superiores a um centímetro. 
Daniel Mojon introduziu novas técnicas cirúrgicas minimamente invasivas em várias valências da área oftálmica: a chamada técnica VIP (viscoelástica com irrigação pressurizada) para a operação de cataratas e a incisão corneoscleral profunda para o tratamento cirúrgico do glaucoma. Outro foco da investigação de Daniel Mojon é o glaucoma; em colaboração com a sua equipa demonstrou, nomeadamente, a estreita correlação entre a síndrome da apneia obstrutiva do sono e esta doença ocular frequente.
Em 2016, juntamente com outros colegas oftalmologistas suíços (entre outros, o Dr. Dietmar Thumm, o Dr. Albert Franceschetti e o Professor Carl Herbort), Daniel Mojon fundou a Academia Suíça de Oftalmologia. O objetivo da Fundação é promover ativamente a garantia de qualidade, a investigação e a formação profissional contínua na prática oftalmológica. Em setembro de 2018, Daniel Mojon foi o primeiro oftalmologista suíço a proferir uma Lectio Magistralis sobre o tema da cirurgia oftalmológica minimamente invasiva no Congresso da Deutsche Ophthalmologische Gesellschaft (DOG). Em abril de 2019, a Universidade de Toronto convidou Daniel Mojon a proferir uma Honorary Lecture por ocasião do Jack Crawford Day em reconhecimento das suas contribuições inovadoras para a área da oftalmologia cirúrgica e, em particular, a invenção da MISS. Em novembro de 2020, a Academia Americana de Oftalmologia (AAO) homenageou-o com o título de “Unsung Hero” (herói anónimo), um pioneiro na área da cirurgia oftalmológica moderna sem que o seu trabalho tivesse recebido o reconhecimento que lhe era devido. Daniel Mojon é o promotor de um congresso internacional de oftalmologistas especializados em cirurgia da catarata, que se realizou pela primeira vez em Zurique, em outubro de 2023.

## Artigos (seleção)
- Gerste Ronald D (2019): "Daniel Mojon – Pionier der Minimally Invasive Strabismus Surgery (MISS), Schielen ist auch ein Stigma", em: Schweizerische Ärztezeitung, vol. 100 (nº 9), pp. 317-8.
- Daniel Mojon, Howard Fine (Eds.): "Minimally invasive ophthalmic surgery". Springer, Berlim, 2010, ISBN 978-3-642-02601-0
- Mojon DS (2016): “Früherkennung und Behandlung des Strabismus”, em: Therapeutische Umschau, vol. 73, pp. 67-73..
- Mojon-Azzi SM, Mojon DS (2007): "Opinion of of Headhunters about the Ability of Strabismic Subjects to obtain Employment", em: Ophthalmologica, vol. 221, pp. 430-3.
- Mojon-Azzi SM, Kunz A, Mojon DS (2011): "Strabismus and Discrimination in Children: are Children with Strabismus invited to Fewer Birthday Parties?" em: Br J Ophthalmol., vol. 95, pp. 473-6.
- Kaup M, Mojon-Azzi SM, Kunz A, Mojon DS (2011): "Intraoperative Conversion Rate to a Large, Limbal Opening in Minimally Invasive Strabismus Surgery (MISS)", em: Graefe’s Arch Clin Exp Ophthalmol., vol. 249, pp. 1553-7.
- Mojon DS (2007): "Comparison of a New, Minimally Invasive Strabismus Surgery Technique with the Usual Limbal Approach for Rectus Muscle Recession and Plication", em: Br J Ophthalmol., vol. 91, pp. 76-82..
- Mojon DS (2008): "Minimally Invasive Strabismus Surgery for Horizontal Rectus Muscle Reoperations", em: Br J Ophthalmol., vol. 92, pp. 1648-1652.
- Mojon DS (2015): "Minimally Invasive Strabismus Surgery", em: Eye (Londres). Vol. 29, pp. 225-233. doi:10.1038/eye.2014.281. Publicação eletrónica: 28 de novembro de 2014.